# Marssac-sur-Tarn
Marssac-sur-Tarn is een gemeente in het Franse departement Tarn (regio Occitanie) en telt 2392 inwoners (1999). De plaats maakt deel uit van het arrondissement Albi.

## Geografie
De oppervlakte van Marssac-sur-Tarn bedraagt 7,2 km², de bevolkingsdichtheid is 332,2 inwoners per km².
De onderstaande kaart toont de ligging van Marssac-sur-Tarn met de belangrijkste infrastructuur en aangrenzende gemeenten.

## Demografie
Onderstaande figuur toont het verloop van het inwonertal (bron: INSEE-tellingen).